# Niezgoda (województwo wielkopolskie)
Niezgoda – wieś w Polsce położona w województwie wielkopolskim, w powiecie słupeckim, w gminie Słupca.
W latach 1975–1998 miejscowość położona była w województwie konińskim.